# Jacques Wipf
Jacques Wipf (* 25. März 1888 in Lille; † 13. November 1947 in Kandersteg), eigentlich Johann Jakob Wipf, war ein Schweizer Architekt und Lehrer am Technikum Burgdorf. Ab den 1920er Jahren entwarf er als Hausarchitekt der Kraftwerke Oberhasli deren Gebäude und war in Gestaltungsfragen Berater für die Ingenieurbauten. In Thun schuf er eine Vielzahl von Wohn- und Geschäftshäusern.

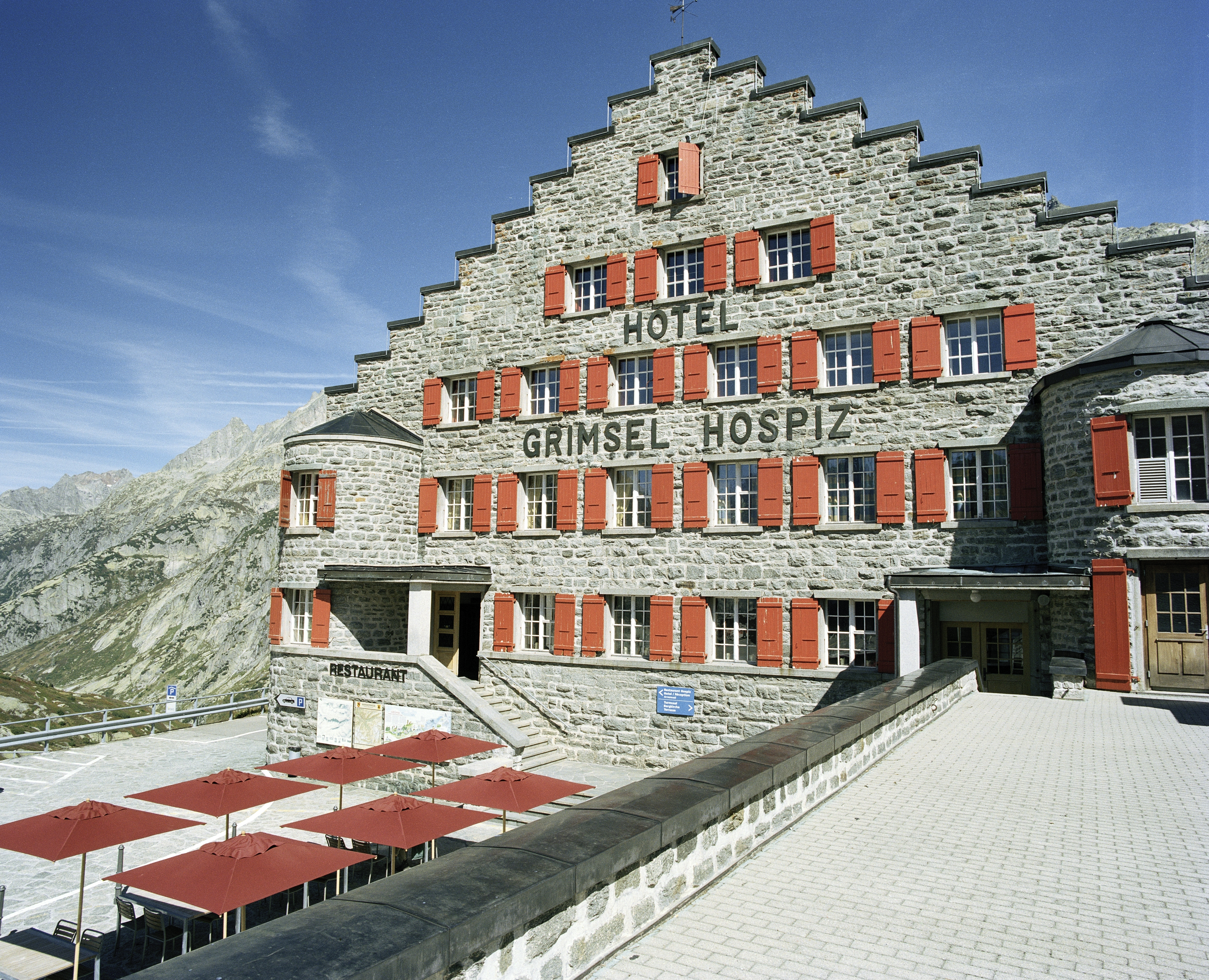
Hotel «Grimsel Hospiz»

## Leben und Wirken
Jacques Wipf, Sohn des seit 1896 in Thun mit seinem Architekturbüro ansässigen Johann Jakob Wipf, absolvierte nach dem Besuch des Thuner Progymnasiums 1903 bis 1904 ein Volontariat in Feuerthalen. Am Technikum Burgdorf machte er eine Bautechniker-Ausbildung (Diplom 1907). Nach einem Praktikum beim Stadtbauamt Thun studierte er dann von 1909 bis 1911 Architektur an der Technischen Hochschule Stuttgart, unter anderem bei Paul Bonatz. Es folgten weitere Praktika in Stuttgart, Luzern (Emil Vogt), Zürich (Streiff und Schindler) und Oberhofen BE (Johann Frutiger). 1913 wurde er Mitarbeiter und Entwurfsarchitekt bei Walter Bösiger in Bern.
1921 übernahm er das väterliche Architekturbüro in Thun, bereits ein Jahr vorher begann seine Dozententätigkeit in Burgdorf. Die Wohnhäuser, die er in den 1920er Jahren baute, waren ebenso dem Heimatstil  verpflichtet wie die Geschäftshäuser, die er in die vorhandene Bausubstanz einpasste. Ab 1925 Architekt der Kraftwerke Oberhasli, waren die Bauten, die naturgemäss über ein grosses Gebiet verteilt waren, als Teil einer Gesamtanlage erkennbar. Die Materialität, die Verkleidung der Bauten mit an der Aare gebrochenem Granit lässt sich beispielsweise bei den Bauten am Grimselstauwerk ablesen, wie dem Damm selbst, den Angestelltenwohnungen in Innertkirchen, dem Hospizneubau auf der Passhöhe, den Wärterhäusern, Umspannwerken und Betriebsgebäuden (bis 1934).
Im Berner Oberland entwarf er mehrere Kirchen (etwa die Kirche Merligen 1937), Pfarr- und Schulhäuser sowie Wohngebäude in traditionellen Formen. Der Klassischen Moderne verpflichtet sind hingegen das Strandbad Thun (1932) sowie das Badehaus Wipf (1930). In die 1950er Jahre stilistisch voraus weisen seine späten Bauten wie das Autohaus Moser (1946) und die Eigerturnhalle (1947). Nachfolger Wipfs in der Führung des Thuner Architekturbüros war ab 1947 sein Schwiegersohn Karl Müller-Wipf.